# Sassoferrato
Sassoferrato è un comune italiano di 6 773 abitanti della provincia di Ancona nelle Marche.

## Geografia fisica

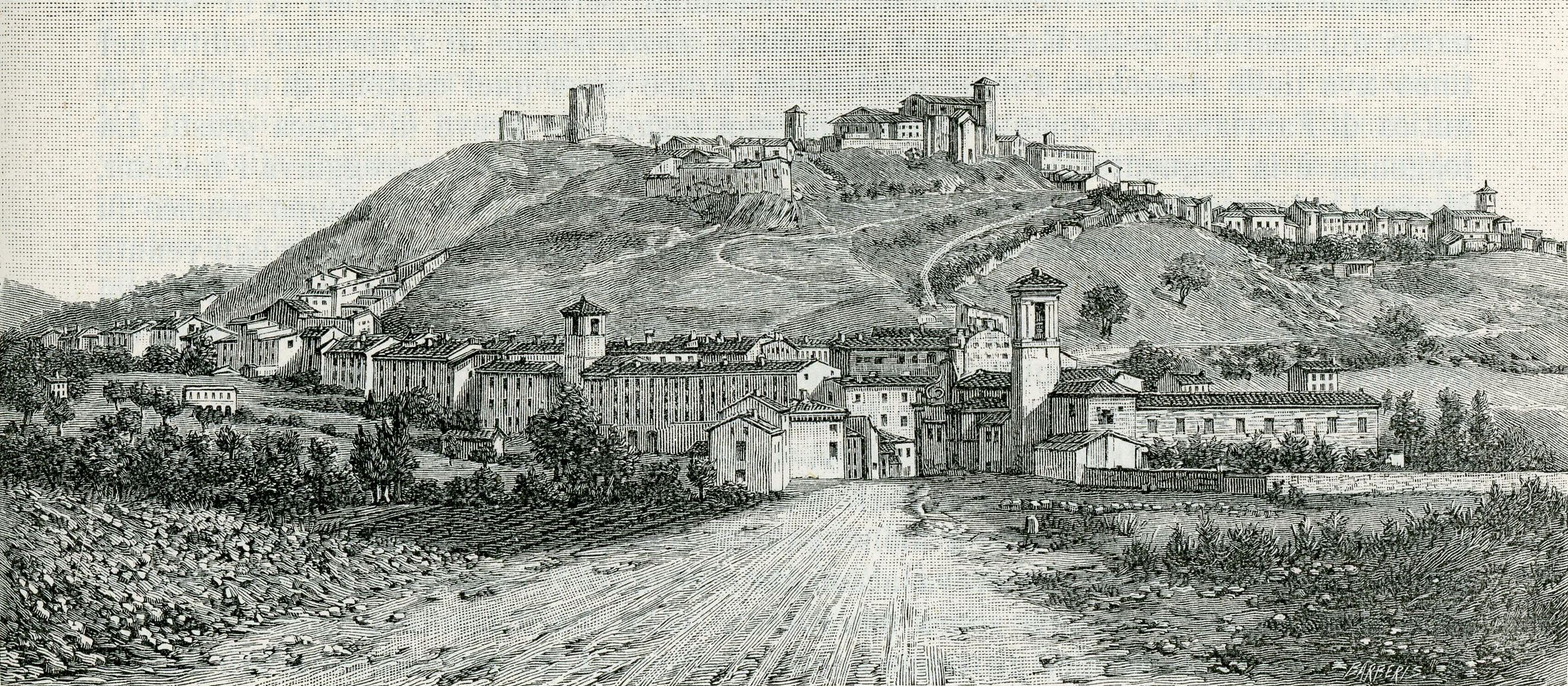
Sassoferrato in una stampa di fine Ottocento

Il territorio comunale, piuttosto vasto (135 km²), è posto nel versante orientale dell'Appennino, con altimetria che va da poco meno di 300 m s.l.m. fino ai 1 276 m s.l.m. della cima del Monte Strega; il centro abitato è posto su due livelli, il rione Borgo a circa 310 m s.l.m. ed il rione Castello a circa 400 m s.l.m. Il grosso dell'estensione comunale è racchiuso in una vallata in cui scorrono tre torrenti: il Sanguerone proveniente da nord, il Sentino da ovest e la Marena da sud, che si riuniscono all'interno del centro abitato, a pochi metri l'uno dall'altro; i torrenti una volta riuniti con il fiume Sentino, proseguono verso est fino a confluire nell'Esino in prossimità di San Vittore delle Chiuse dopo aver attraversato le gole di Frasassi. I dintorni del paese sono costellati da alte colline che occupano l'orizzonte verso nord e verso est mentre a sud e ad ovest ci sono i monti dell'Appennino umbro-marchigiano centrale: il monte di Nebbiano (790 m) a sud-est, il monte Cucco (1566 m) a sud, il monte Strega (1276 m) ad ovest, il monte Catria (1701 m) a nord-ovest.

## Storia
A Sentino (Sentinum) nel mese di luglio del 295 a.C. avvenne lo scontro decisivo (la Battaglia delle Nazioni) della terza guerra sannitica tra gli eserciti della Repubblica romana, guidati dai consoli Quinto Fabio Massimo Rulliano e Publio Decio Mure, che vi perse la vita dopo aver celebrato il rito della "Devotio", e quelli della coalizione italica (Sanniti, Galli, Etruschi ed Umbri) comandati dal generale sannita Gellio Egnazio, che furono sconfitti; la battaglia fu una delle più cruente e decisive che Roma dovette combattere per affermare la sua supremazia sull'Italia.
Dopo circa 850 anni, nel luglio del 552 d.C., durante la Guerra Gotica, un'altra epica battaglia fu combattuta alcuni chilometri a nord di Sentinum, alle falde del Monte Strega, quella tra i Bizantini del generale Narsete, inviato dall'Imperatore Giustiniano I a riconquistare l'Italia, e i Goti di Totila, che vi rimase ferito gravemente per poi morire fuggitivo in Umbria. I contadini della zona, durante l'aratura dei campi, hanno spesso rinvenuto reperti e manufatti riferibili alla battaglia (armi, finimenti di cavallo, pezzi di armature, ecc..).

## Monumenti e luoghi d'interesse

### Architetture religiose
Collegiata di San Pietro

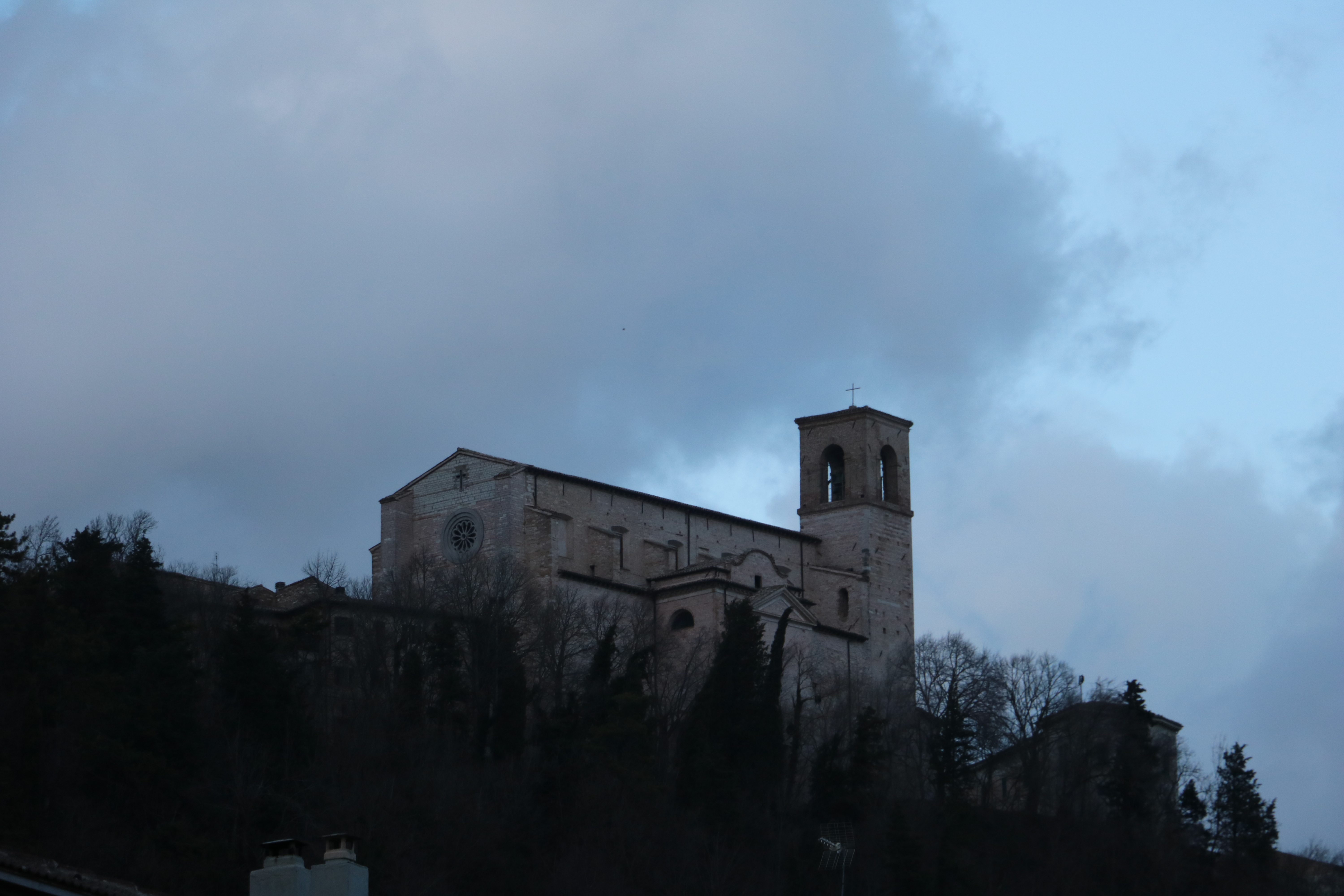
Chiesa di San Pietro.

Sono ignote le origini della Chiesa di San Pietro, ma è da supporsi che sia sorta col primitivo castello feudale (1245-1275) e si suppone fosse in stile tardo-romanico o romano-gotico. Acquistò grande importanza a partire dal 1580 quando, l'allora vescovo di Nocera, Mannelli, diede alla parrocchia di San Pietro il titolo di collegiata nella quale operavano un arciprete e undici canonici. Nonostante gli speroni fatti nel 1555, il tempio rovinò nel 1688, ma nel 1717 fu ricostruito e notevolmente ampliato così com'è conservato tuttora. La facciata a capanna è preceduta da un'ampia gradinata. All'interno è a navata unica, coperta da capriate in legno, illuminata, oltre che dal rosone da aperture sul lato destro. A conclusione della navata, l'abside semicircolare scandito dai costoloni della calotta di copertura. Fra questi si aprono tre monofore strombate verso l'interno che donano grande luminosità a tutto lo spazio. Ai lati dell'abside, nella navata centrale, si aprono due cappelle laterali che trasformano la pianta della chiesa a croce latina. La chiesa oltre ad essere proprietaria di due Madonne del Salvi, custodite dalla monache di Santa Chiara, possiede Fuga in Egitto di Giovanni Contarini, Consegna delle Chiavi a San Pietro, tavola di Pietro Paolo Agabiti, e Madonna col bambino, S. Caterina e S. Giuseppe attribuito allo stesso. Nell'ultima cappella Il battesimo, scultura dell'Agabiti ed inoltre tele del Ridolfi. Unito alla chiesa il palazzo vescovile, edificato nel 1530, poi fatto ampliare da  Mannelli nel 1551. Nell'anno 2000 durante il restauro del palazzo vescovile e all'interno dello stesso venne scoperta una cella di punizione per religiosi e seminaristi del 600/700 molto originale.
Chiesa di San Francesco

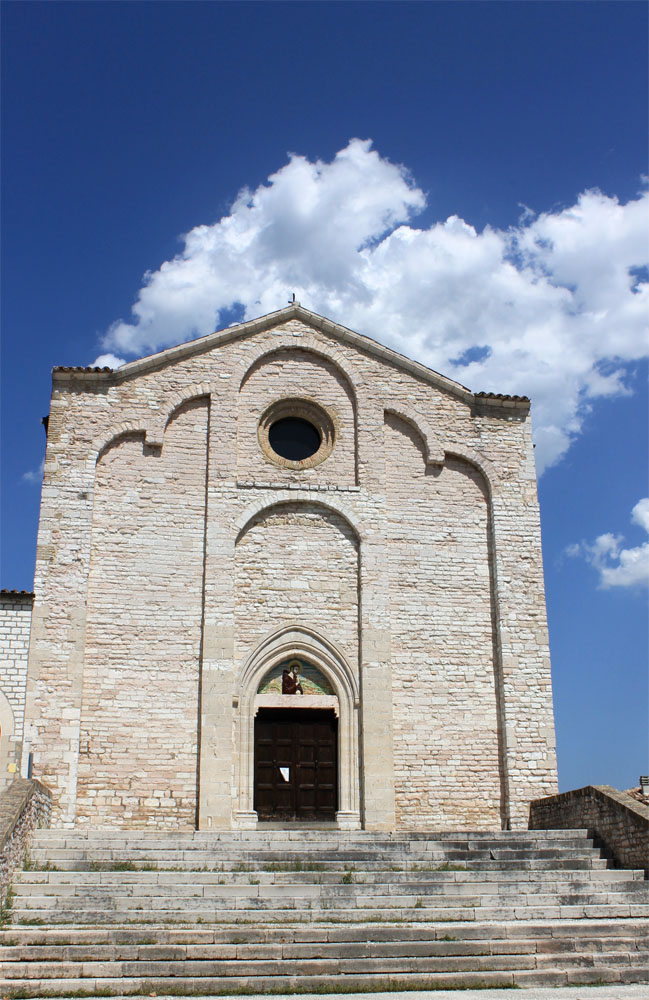
Chiesa di San Francesco.

La chiesa è una costruzione del 1240 di stile tardo-romanico o romano-gotico
. Si vuole che l'edificazione della chiesa sia avvenuta nello stesso luogo dove predicò il santo di Assisi. La costruzione è in conci bianchi e la semplice facciata mostra un portale ogivale. L'interno ad una navata, con altari laterali tardo cinquecenteschi e secenteschi, è concluso da un presbiterio con abside gotica. Tra varie opere d'arte, alla fine della navata a destra è una tela di Ercole Ramazzani con l'Allegoria del cordone di San Francesco, del 1589. Di fronte è un'altra tela di Giovanni Francesco Guerrieri raffigurante la Circoncisione, commissionata dalla Confraternita del Sacramento ed eseguita tra 1614 e 1615, in cui è evidente la vicinanza con le opere fabrianesi di Gentileschi. Nell'abside resti di affreschi di scuola fabrianese del '300 e '400. La chiesa conserva una delle più alte espressioni della pittura riminese del trecento nelle Marche, la Croce dipinta raffigurante, oltre alla venerata immagine di Cristo, quella a mezzo busto dell'Eterno, della Vergine e del Battista, che ornano gli specchi polilobati della cimasa e dei bracci laterali.
Chiesa di Santa Chiara
Nella chiesa annessa al duecentesco convento di Santa Chiara è inglobato il santuario, ancora oggi occupato dalle clarisse. La devozione delle monache alla Vergine nacque contemporaneamente al convento, tanto esse veneravano un dipinto di Madonna con Bambino appeso in una loggia interna del monastero. Nel 1739 suor Chiara Maria si accorse con stupore che l'olio della lampada messo il giorno precedente davanti all'immagine della Vergine non si era consumato; oltre a ciò la Vergine le apparve e chiese la costruzione di una cappella in cui il popolo potesse andare a pregarla. Nacque così il santuario. Il monastero conserva un manoscritto della metà del '700 e opere pittoriche di: G.B. Salvi, Antonio da Pesaro, Ugolini da Pergola, Ezio Bartocci, Giovanni Francesco Ferri.
Chiesa di Santa Maria della Pace
La prima menzione di questa chiesa e del convento dei Minori Osservanti ad essa adiacente è del 1507. In realtà i lavori di costruzione della chiesa iniziarono nel 1512 e si conclusero sei anni dopo. Benefattori della chiesa furono i Fornaciari di Catozzi e i conti di Genga. L'intero complesso conventuale è stato ampliato nel corso degli anni e l'attuale configurazione architettonica della chiesa risale al Settecento, per opera del conte Roberto (deceduto nel 1763), che la fece ristrutturare completamente. Un significativo ampliamento fu eseguito tra la fine degli anni '50 e l'inizio del '60 del secolo scorso con la realizzazione di un grande padiglione destinato ad ospitare il collegio. Nel chiostro figurano affreschi realizzati alla fine del Cinquecento da Tarquinio Salvi, padre di Giovan Battista, e dal fratello Francesco raffiguranti storie della vita di San Francesco.
Abbazia di Santa Croce

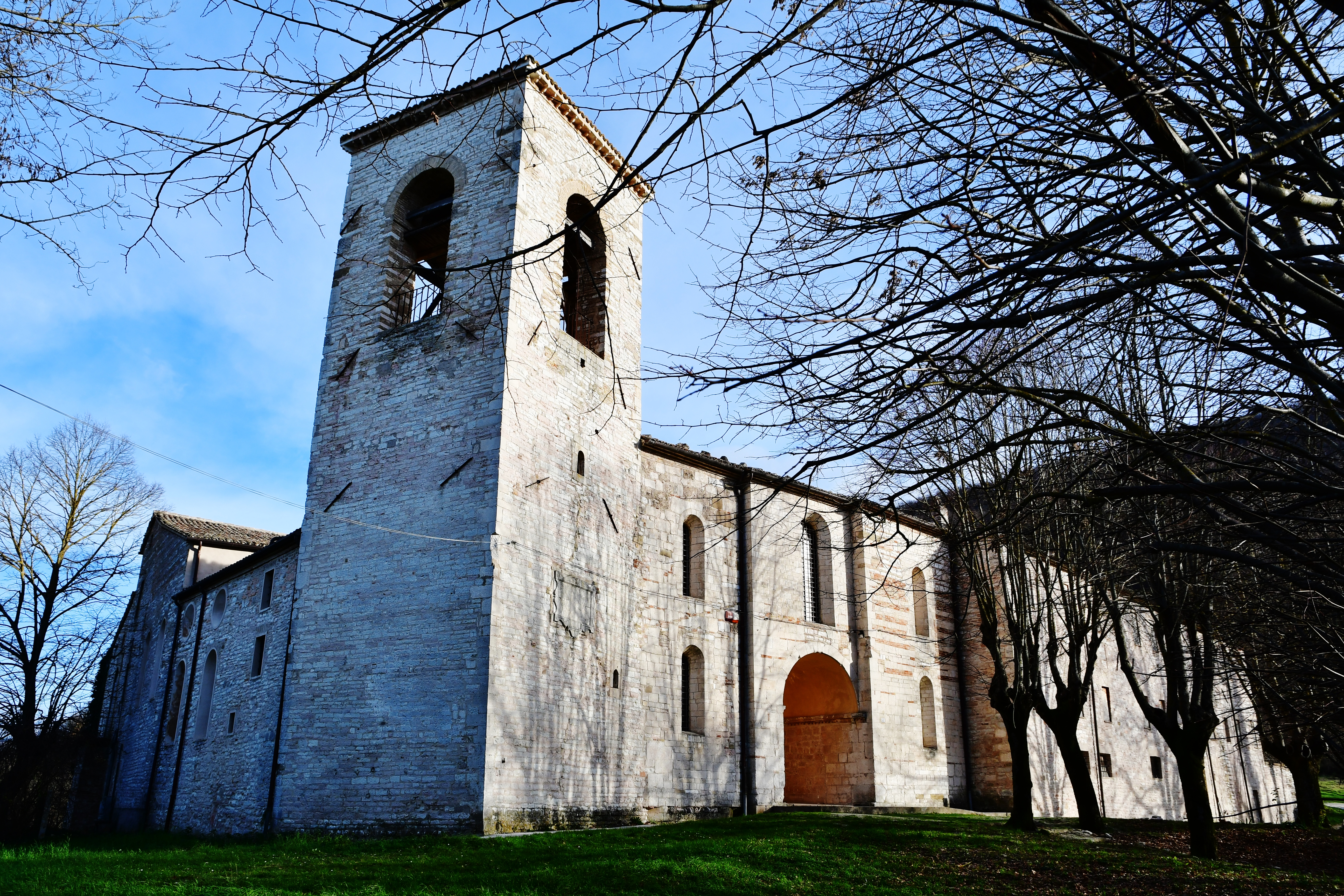
Abbazia di Santa Croce.

L'abbazia di S. Croce dei Conti a Sassoferrato, sorge sul versante opposto dell'abitato di Sassoferrato, vicino alla confluenza dei torrenti Sanguerone e Marena nel fiume Sentino. La Chiesa, inglobata all'interno del complesso abbaziale, è stata recentemente restituita da interventi che hanno riguardato sia il consolidamento statico e la struttura architettonica, sia i restauri degli elementi lapidei (capitelli, paraste) e delle decorazioni parietali. Degli affreschi, restaurati nel 2003, che nel '300 dovevano ricoprire pareti, absidi e perfino pilastri, si notano ora su colonne, quelli di santa Caterina sulla ruota e del beato Alberto e sempre dello stesso periodo si possono vedere quelli dell'abside del lato sinistro della chiesa che raffigurano episodi della vita di Tommaso apostolo, insieme alla Madonna, al crocifisso e al beato Alberto. L'abbazia di Santa Croce è stata costruita con materiali provenienti dalla vicina città di Sentinum e presenta una particolarità: il suo nucleo originario è stato inglobato in una costruzione esterna. Si possono ancora vedere alcune parti delle mura esterne del primo nucleo della chiesa.

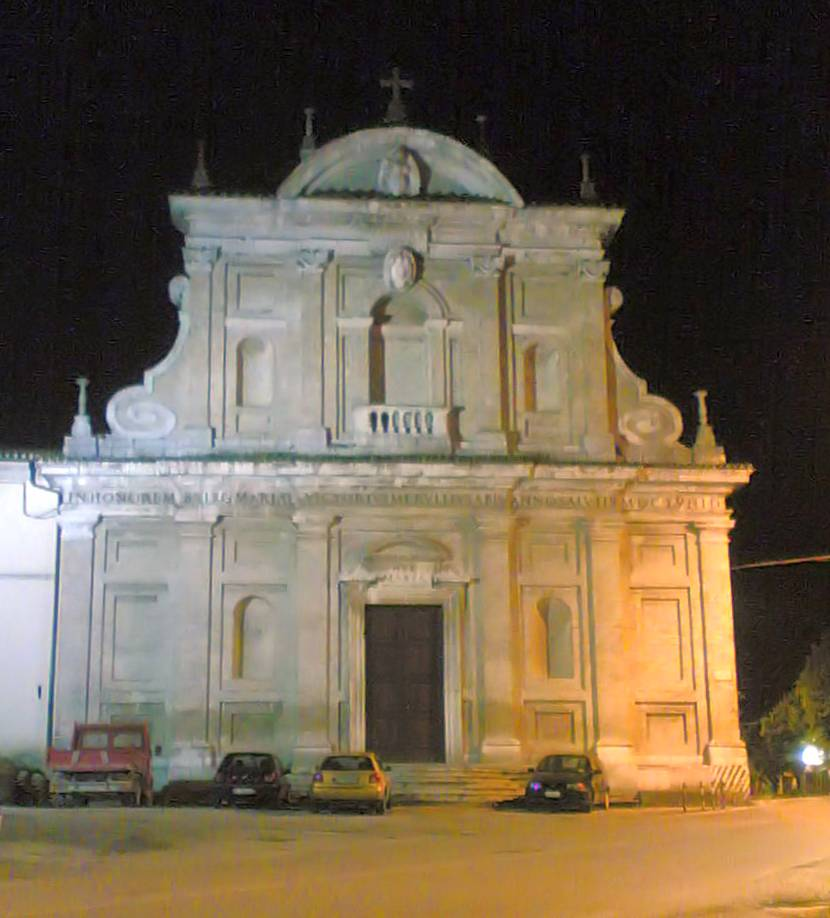
Chiesa di Santa Maria del Ponte del Piano
La chiesa di Santa Maria del Ponte del Piano prende questo nome dal ponte romano sul fiume Marena detto appunto ponte del Piano, vicino al quale si trovava. All'epoca della costruzione, 1389, infatti, dovevano ancora essere visibili i ruderi romani. Costruita dai frati agostiniani nelle dimensioni di una vasta cappella, subì continue modifiche negli anni successivi, fino ai primi del Seicento. Di questa originaria cappella rimane solo la parte absidale che infatti differisce nello stile dal resto della costruzione. Nel 1492 fu costruita la sagrestia e circa un secolo dopo il campanile di cui la chiesa era sprovvista. La facciata, di stile barocco, fu costruita da Vittorio Merolli (1618). Nel 1822 l'occuparono i silvestrini, che nel 1842 vi portarono il corpo del beato Ugo, protettore di Sassoferrato, col sarcofago del 1698.

### Tracce templari

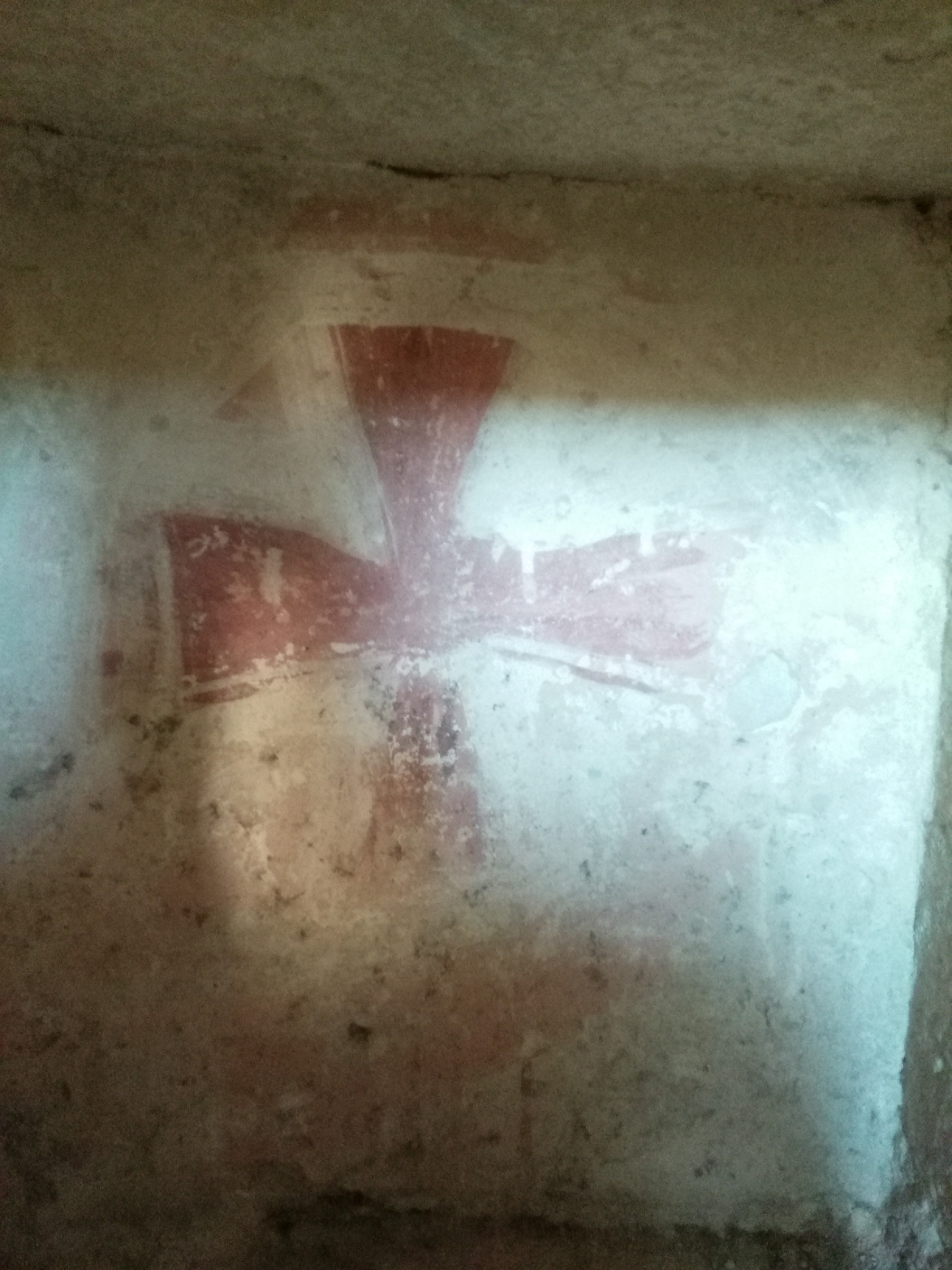
Chiesetta di Santa Lucia, particolare della Croce Patente templare

All'interno di diversi luoghi sacri sono state trovate delle tracce del passaggio dei Cavalieri Templari, tra cui l'abbazia di Santa Croce in cui si trovano molte croci patenti (da colui che ha patito per la salvezza dell'umanità) che lasciano presagire il passaggio dei Pauperes Commilitones Christi Templique Salomonis (Templari).
Inoltre altre tracce del loro passaggio si trovano all'interno del castello nei pressi del monastero di Santa Chiara, nella chiesa di San Michele Arcangelo (nei pressi della Rocca di Albornoz) e nella chiesetta di Santa Lucia, presso gli scavi dell'antica città Romana di Sentinum.

### Chiese rurali

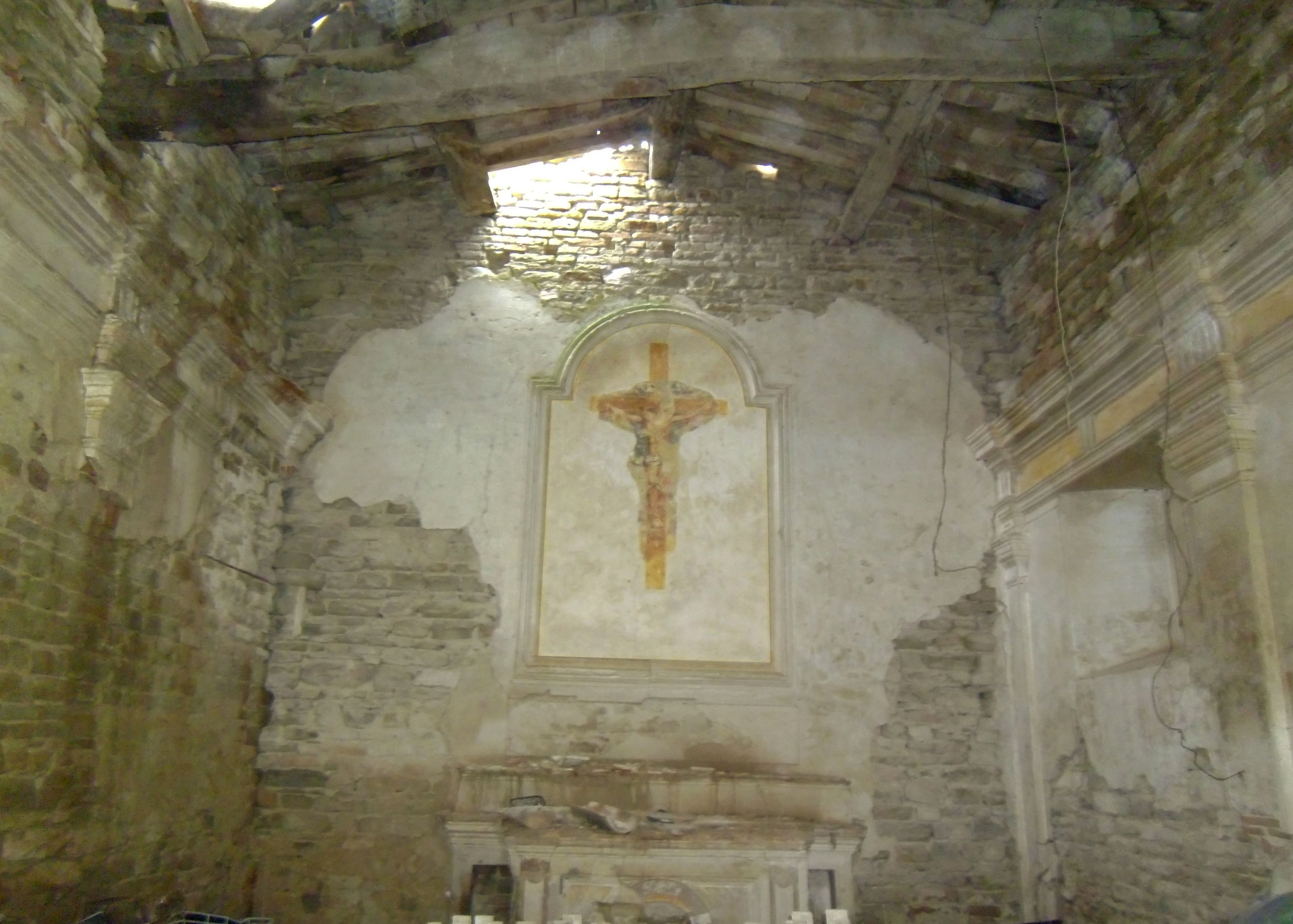
Pala d'altare chiesa di San Lorenzino di Colle Alto. La preziosa pala d'altare, lasciata alla rovina, nell'abbandonata chiesetta campestre di San Lorenzino di Colle Alto.

Una chiesetta millenaria (appartenuta all'augusta abbazia di Nonantola), nella quale si possono ravvisare una rara sinopia e qualche misterioso segno esoterico, è quella di San Pietro de Giglionis (le Ginestrelle), nei pressi del borgo rurale di Capoggi.
In San Lorenzino di Colle Alto, antichissimo cenobio (il rettore aveva il titolo di abate) ormai incustodito e lasciato alla rovina, confermato all'abbazia di Fonte Avellana dai pontefici Innocenzo II (nel 1139), Gregorio VIII (nel 1187), Innocenzo III (nel 1214) e Onorio III (nel 1218), si possono ancora contemplare un affresco (pala d'altare dipinta su muro) e delle rarissime travi lignee a "falsa capriata"; è situato non lontano dalla frazione Camarano, lungo la strada comunale che conduce a Caudino di Arcevia. Sancti Laurentij de Collis Alti e Sancti Petri de Giglionis (nell'antica Curtis Accilionis) sono tra le chiese, nella diocesi vastissima di Nocera Umbra, che hanno pagato la decima papale nell'anno 1333.

### Architetture civili
Palazzo dei Priori
Costruito nel 1355 quando Sassoferrato iniziava ad amministrarsi in forma comunale, fu ultimato intorno al 1500. Il palazzo ospita la sala consiliare del municipio, ad esso contiguo. Ospita il Museo civico archeologico e la Raccolta perottiana.
Palazzo comunale

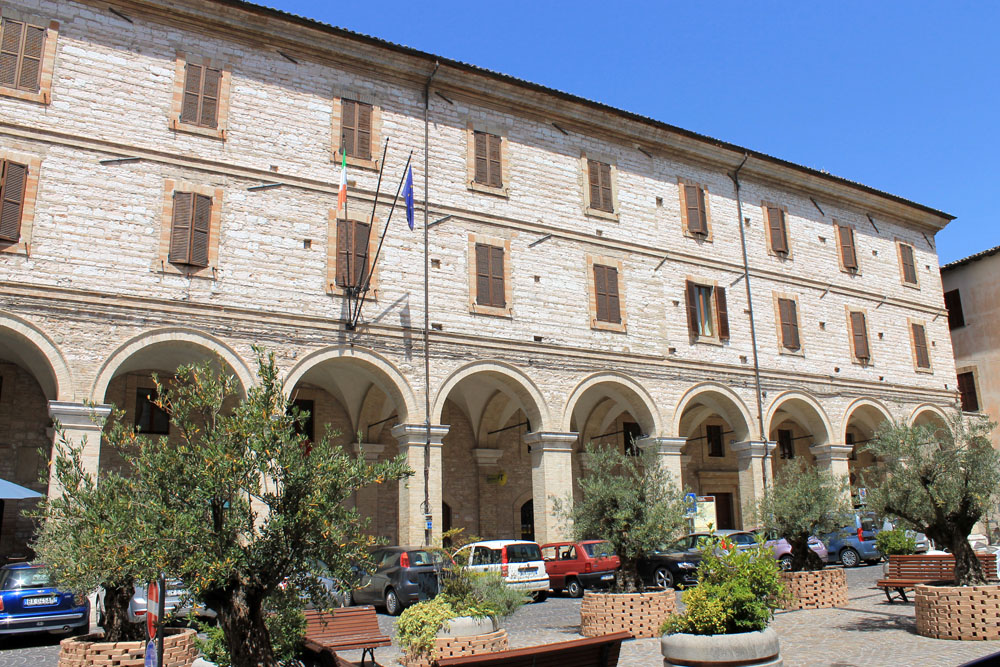
Il palazzo comunale.

Situato nella parte alta e più antica della città, il castello, è ricavato da un complesso di edifici costruiti o acquistati dal comune in epoche diverse. Unito al palazzo dei Priori (secolo XIV), l’edificio, più o meno così come è visibile oggi, può farsi risalire, visti i continui rimaneggiamenti, ai secoli XVIII-XIX. Il loggiato annesso è stato edificato nel 1842.
Palazzo Oliva

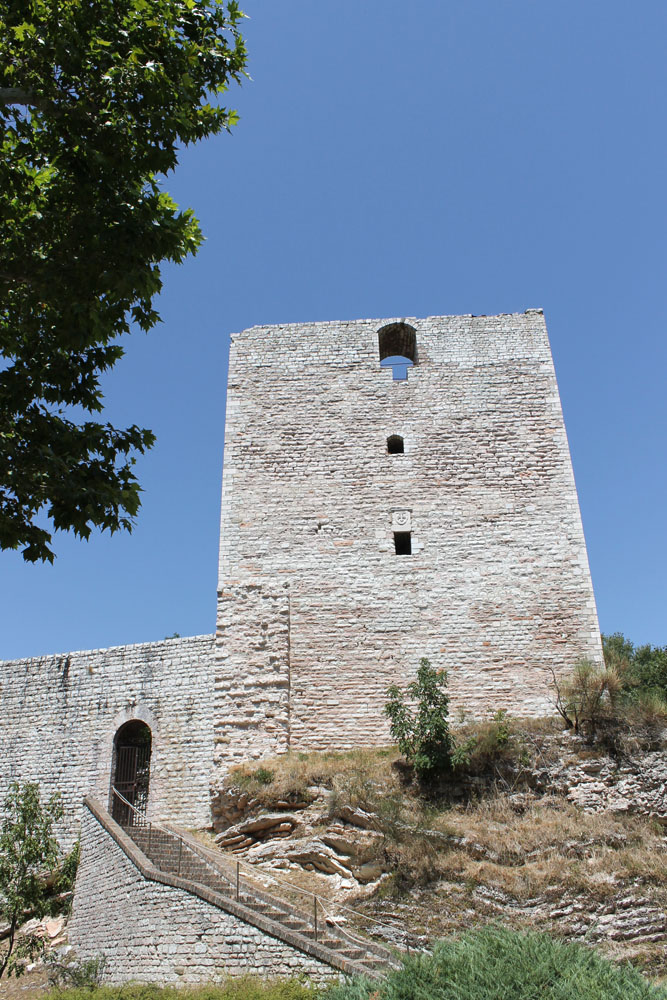
La Rocca di Albornoz.

Fatto costruire dal cardinale Alessandro Oliva nel XV secolo. All’interno sono ospitate collezioni d’arte e testimonianze storiche. Al suo interno si trova la biblioteca pubblica, la Civica Raccolta d'Arte e la raccolta "Incisori Marchigiani".
Palazzo Montanari
Il nucleo dell’attuale edificio ha origine intorno all’anno mille come fortilizio. Intorno al 1245 fu ampliato ed adibito a monastero per le suore benedettine con la denominazione di santa Margherita in Paravento. Nel 1845, per testamento di D. Angelo Montanari, fu trasformato in orfanotrofio, essendo vuoto il monastero per la soppressione napoleonica del 1810. All'interno si trova il Museo delle arti e tradizioni popolari.
Palazzo Merolli (degli Scalzi)
Prende il nome dal mecenate costruttore del complesso, l’archiatra pontificio Vittorio Merolli di Sassoferrato. Ubicato nel cuore della parte bassa della città, il rione Borgo, il seicentesco complesso costituisce un esemplare unico in città di edificio tardo-rinascimentale, sorto su preesistenze medievali. All’interno del grande complesso storico-monumentale la chiesa di Santa Teresa d’Avila, in stile neoclassico, appartenente alla parrocchia di San Facondino. Al suo interno è visibile la Galleria d’arte contemporanea Mam’s. 
Rocca di Albornoz
Massiccia costruzione militare risalente al XIV secolo, rappresenta il simbolo della città, sia per la sua imponente collocazione in posizione dominante, sia per la sua storia. È stata fatta erigere nel 1365 per ordine del cardinale Egidio Albornoz, legato papale, con il denaro ricavato dalla vendita dei beni confiscati alla famiglia degli Atti di Sassoferrato. Restaurata in diverse epoche, la rocca costituiva un bastione difensivo di grande importanza per tutta la zona. Grazie agli ultimi restauri si notano ancora i resti imponenti. Nel ripulire l’interno, durante uno degli interventi di recupero, furono rinvenute ceramiche di produzione locale di fine secolo XVI e resti di artiglieria.

### Siti archeologici

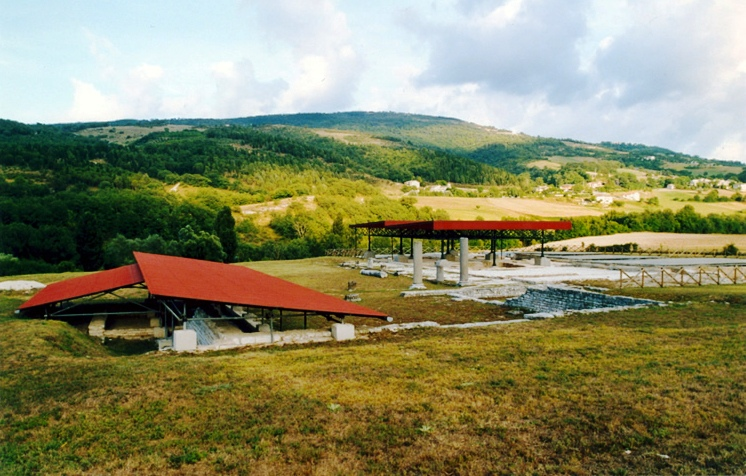
Le cosiddette terme extra urbane di Sentinum.

Nel territorio di Sassoferrato si trova l'antica città romana di Sentinum (italianizzato in Sentino) luogo della celebre Battaglia delle Nazioni (295 a.C.).

## Società

### Evoluzione demografica
Abitanti censiti

## Cultura

### Musei
- La pinacoteca civica situata in piazza Matteotti ospita una delle più importanti icone raffiguranti San Demetrio, conosciuto anche come Demetrio di Tessalonica, realizzata alla fine del XIV secolo è caratterizzata dalle ridotte dimensioni e dalla tecnica di realizzazione.

- Il museo civico archeologico, sempre in piazza Matteotti, conserva i reperti provenienti dal sito archeologico di Sentinum.

## Sassoferratesi illustri
- Bartolo da Sassoferrato
- Giovanni Battista Salvi, detto il Sassoferrato
- Pietro Paolo Agabiti

## Geografia antropica

### Urbanistica
Il centro abitato è diviso in due rioni: il Borgo e il Castello, nati in epoca medioevale dopo la scomparsa della città romana di Sentinum, le cui rovine sono ancora visibili a sud dell'abitato lungo la strada verso Fabriano/Scheggia; il rione Castello è visibilmente più antico del Borgo e rappresenta il nucleo primigenio dell'insediamento alto-medioevale in cui si rifugiarono gli abitanti della zona per sfuggire alle incursioni delle tante genti che in quei periodi scorrazzavano per la penisola; è posto infatti su un'altura (390 m s.l.m.) che domina la valle sottostante. Le numerose frazioni sono sparse un po' in tutto il territorio comunale che, verso ovest, sale lungo le pendici del Monte Strega fino alla frazione Montelago a circa 750 m s.l.m. nel versante rivolto verso l'Umbria.

### Frazioni

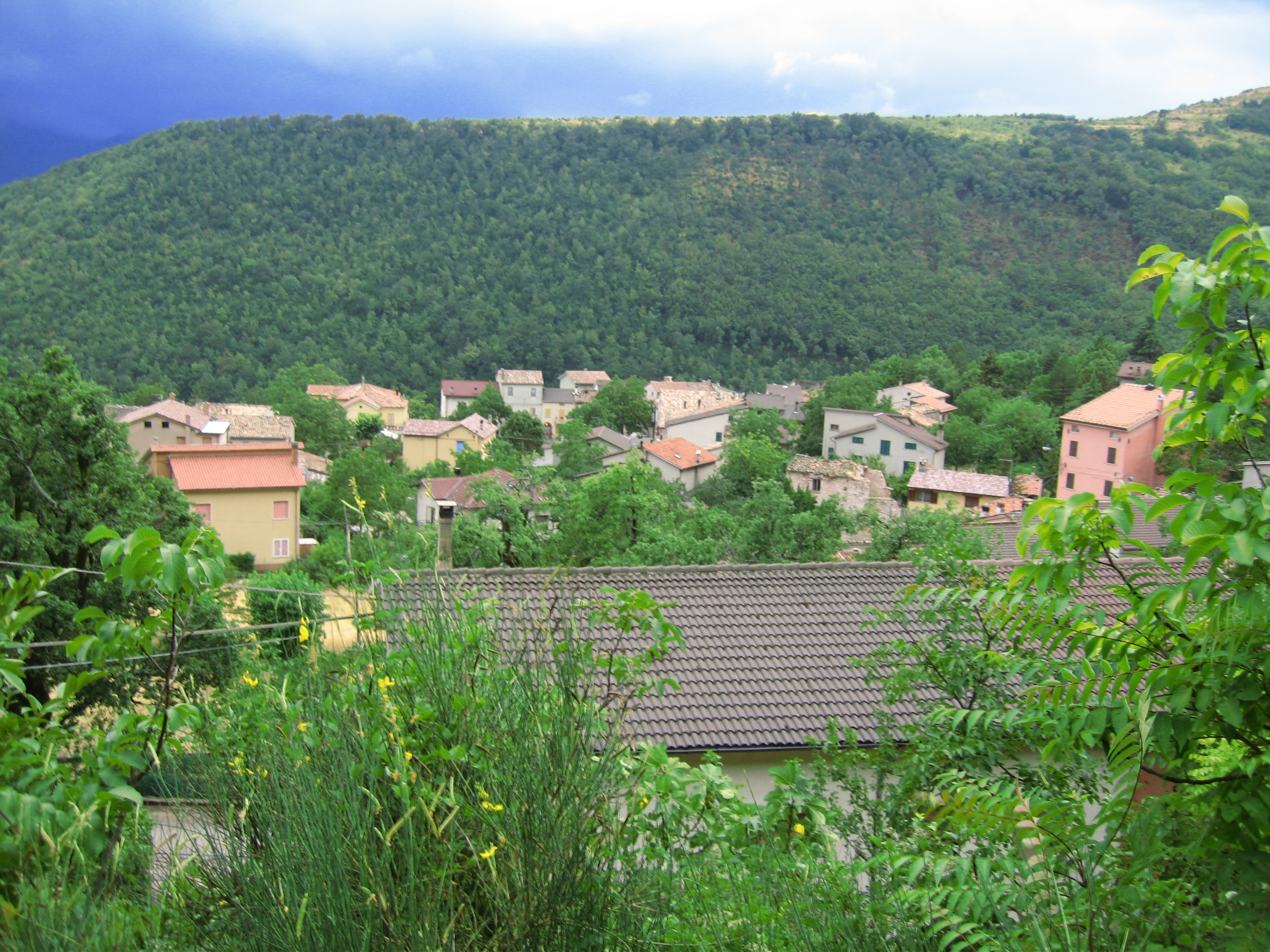
Montelago, frazione di Sassoferrato

Aia Cupa, Amandole, Aspro, Baruccio, Borgo di Castiglioni, Borgo Sassoferrato, Breccia di Venatura, Caiezzi, Cabernardi, Ca' Boccolino, Camarano, Camazzocchi, Camuffolino, Canderico, Cantarino, Caparucci, Capoggi, Casalvento, Case Aia, Castagna, Castagna Bassa, Castiglioni, Catobagli, Coccore,
Colcanino, Coldapi, Coldellanoce, Colle, Colle di Murazzano, Colmaiore, Cupano, Doglio, Faggeto, Felcine, Felcioni, Fondiglie di Liceto, Frassineta, Gaville, Giontarello, La Frasca, Liceto, Mandole, Montelago, Monterosso, Monterosso Stazione, Morello, Murazzano, Pantana, Perticano, Piagge, Piaggiasecca, Piano di Frassineta, Piano di Murazzano, Radicosa, Regedano, Rondinella, Rotondo, San Egidio, San Felice, San Giovanni, San Paolo, San Ugo, Sassoferrato Castello, Schioppetto, Scorzano, Sementana, Seriole, Serra San Facondino, Stavellina, Torre di Murazzano, Valdolmo, Valitosa, Venatura

### Piaggiasecca

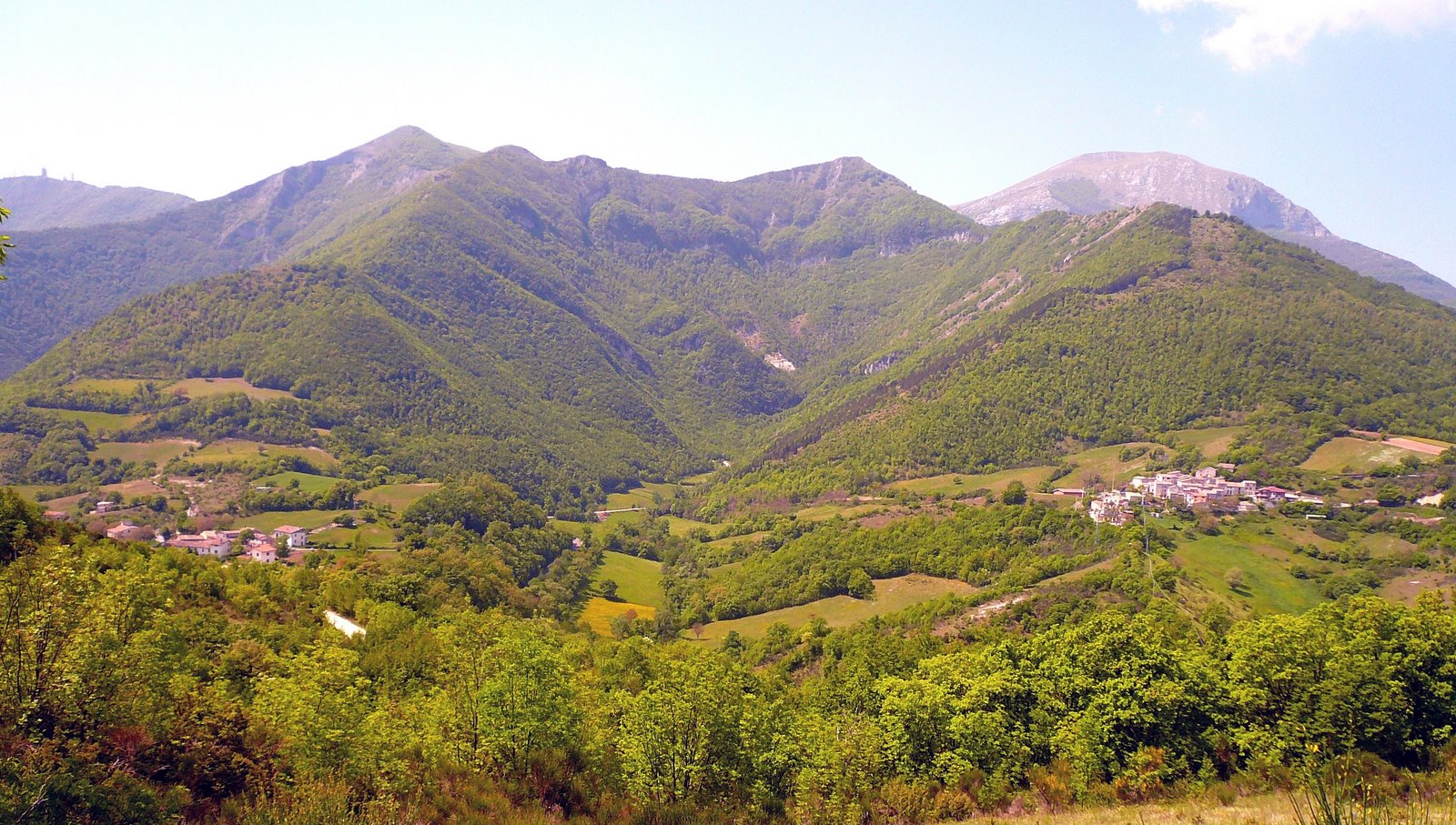
Piaggiasecca

All'estremità sud-occidentale del territorio comunale di Sassoferrato, confinante con la frazione di Rucce, è situata la frazione di Piaggiasecca. Già meta di escursionisti fin dagli anni trenta, la frazione è luogo di passaggio obbligato per gli escursionisti del Monte Cucco (situato in territorio di Costacciaro, Umbria) attraverso il Passo Porraia, dal quale si accede anche alla Valle delle Prigioni e alla Forra di Rio Freddo. In bici è possibile percorrere agevolmente il sentiero che porta a Val di Ranco.

## Infrastrutture e trasporti
I principali collegamenti stradali si diramano approssimativamente nelle quattro direzioni cardinali: la strada provinciale SP 16 verso Pergola e Fabriano (direzione nord-sud), la strada regionale SR 360 (Strada statale 360 Arceviese)  verso Scheggia e Arcevia (direzione ovest-est) con diramazione verso Genga-Ancona SP 22, a pochi chilometri dal paese. Un'altra strada provinciale è la SP 48 che porta a Montelago.

## Amministrazione
| Periodo        | Periodo        | Primo cittadino | Partito               | Carica  | Note   |
| -------------- | -------------- | --------------- | --------------------- | ------- | ------ |
| 1º agosto 1985 | 8 luglio 1990  | Luigi Rinaldi   | Democrazia Cristiana  | Sindaco | [ 25 ] |
| 9 luglio 1990  | 23 aprile 1995 | Luigi Rinaldi   | Democrazia Cristiana  | Sindaco | [ 25 ] |
| 24 aprile 1995 | 13 giugno 1999 | Antonio Righi   | Centro-sinistra       | Sindaco | [ 25 ] |
| 14 giugno 1999 | 12 giugno 2004 | Luigi Rinaldi   | Lista civica          | Sindaco | [ 25 ] |
| 13 giugno 2004 | 7 giugno 2009  | Luigi Rinaldi   | Lista civica          | Sindaco | [ 25 ] |
| 8 giugno 2009  | 25 maggio 2014 | Ugo Pesciarelli | Lista civica          | Sindaco | [ 25 ] |
| 26 maggio 2014 | 26 maggio 2019 | Ugo Pesciarelli | Amministriamo insieme | Sindaco | [ 25 ] |
| 27 maggio 2019 | 9 giugno 2024  | Maurizio Greci  | Lista civica          | Sindaco | [ 25 ] |
| 10 giugno 2024 | in carica      | Maurizio Greci  | Uniti verso il futuro | Sindaco | [ 25 ] |

### Gemellaggi
- Iron Mountain, dal 2016[26]

## Sport

### Calcio
A Sassoferrato sono presenti due squadre di calcio: l'A.S.D. Sassoferrato Genga, unita sportivamente al comune di Genga, che militerà, nella stagione 2023-2024, in Promozione, e il Real Sassoferrato, militante in Terza Categoria.